# Brandon Williams (giocatore di football americano)
Brandon Williams (Kirkwood, 21 febbraio 1989) è un giocatore di football americano statunitense che gioca nel ruolo di defensive tackle per i Baltimore Ravens della National Football League (NFL). Fu scelto nel corso del terzo giro (94º assoluto) del Draft NFL 2013 dai Ravens. Al college ha giocato a football alla Missouri Southern State.

## Carriera

### Baltimore Ravens
Williams fu scelto nel corso del terzo giro del Draft 2013 dai Baltimore Ravens. Debuttò come professionista nella settimana 4 contro i Buffalo Bills e mise a segno il suo primo sack nella settimana 7 contro i Pittsburgh Steelers. La sua stagione da rookie si concluse con 6 tackle e un sack in sette presenze, nessuna delle quali come titolare.
Il 3 gennaio 2015, i Ravens ottennero la loro prima vittoria nei playoff a Pittsburgh superando gli Steelers vincitori della division per 30-17 con Williams che mise a segno un sack su Ben Roethlisberger.

### Kansas City Chiefs
Il 30 novembre 2022 Williams firmò con i Kansas City Chiefs. L'8 dicembre fu promosso nel roster attivo.

## Palmarès
- Super Bowl : 1

Kansas City Chiefs: LVII
- American Football Conference Championship: 1

Kansas City Chiefs: 2022